# Simulium panamense
Simulium panamense är en tvåvingeart som beskrevs av David Fairchild 1940. Simulium panamense ingår i släktet Simulium och familjen knott. Inga underarter finns listade i Catalogue of Life.